# Friedrich Wendel
Friedrich Wendel (* 12. Mai 1886 in Köslin; † 8. März 1960 in Kiel) war ein sozialdemokratischer Journalist, Autor und Leiter der Buchgemeinschaft Der Bücherkreis.

## Berliner Zeit

Bucheinband: Das Schellengeläut. Berlin 1927.

Friedrich Wendel, Sohn eines Tischlermeisters, absolvierte eine Lehre als Buchdrucker. 1907 gewann ihn Lily Braun für die SPD. Im Ersten Weltkrieg war er Soldat. Nach dem Kriegsende war Wendel in Berlin zunächst Mitglied der KPD, betrieb jedoch gemeinsam mit  Karl Schröder eine oppositionelle Parteipolitik, die im April 1920 zur Abspaltung der KAPD führte. Wendel gehörte – gemeinsam mit Arthur Goldstein – dem ersten Exekutivkomitee der KAPD an. Als Redakteur der Kommunistischen Arbeiterzeitung sympathisierte er mit der Hamburger nationalbolschewistischen Richtung von Heinrich Laufenberg und Fritz Wolffheim.
Von 1924 bis 1928 leitete Wendel die sozialdemokratische Buchgemeinschaft Der Bücherkreis. Ab 1924 veröffentlichte er zahlreiche Beiträge in  der Zeitschrift Arbeiter-Jugend. Monatsschrift der Sozialistischen Arbeiterjugend Deutschlands. Von 1923 bis 1927 arbeitete er auch als Redakteur beim Satireblatt Lachen links, das erstmals am 11. Januar 1923 und ersatzweise für die eingestellte Zeitschrift Der Wahre Jacob erschien. In dieser Zeit gab es eine Zusammenarbeit mit dem Grafiker Karl Schulpig, von dem das Startplakat für das Satireblatt sowie das Logo des Bücherkreises stammen. Beim Wiedererscheinen der Zeitschrift Der wahre Jakob leitete Friedrich Wendel die Chefredaktion von 1927 bis zum Verbot infolge der Machtübernahme am 25. Februar 1933.
Wendel zählte zu den Autoren des Berliner Verlages J.H.W. Dietz Nachf. Sein Spezialgebiet war die politische Karikatur: Als Autor des Buches Das 19. Jahrhundert in der Karikatur startete 1925 das Programm des neugegründeten Bücherkreises. Eine zweite Sammlung kulturkritischer Karikaturen erschien 1927 unter dem Titel Das Schellengeläut, ebenfalls im Bücherkreis. Den Einbandentwurf besorgte Arthur Wellmann. Nach der Machtübernahme arbeitet Friedrich Wendel von 1933 bis 1945 in Berlin als Fotograf und Versicherungsvertreter.

## Kieler Zeit
Vor der Kapitulation floh er nach Kiel, wo er zu den Wiederbegründern der SPD-Organisation zählte. Bereits im Mai 1945 traf er sich mit anderen Genossen in einem sogenannten Stubenzirkel, aus dem dann die Gründung eines Ortsvereins entstand. 1946 wurde Wendel vom Oberbürgermeister Andreas Gayk zum Leiter des Presseamtes der Stadt Kiel ernannt.
Auf Betreiben von Andreas Gayk gründete sich am 2. April 1947 im Kieler Gewerkschaftshaus die Gesellschaft der Freunde Coventrys mit dem Ziel, einen Beitrag zur Versöhnung der im Krieg zerstörten Städte zu leisten. Den Vorsitz übernahm der ehemalige Oberbürgermeister Willi Koch und die Präsidentschaft führte Andreas Gayk. Zum Sekretär der Gesellschaft wurde Friedrich Wendel bestellt. Als in der Bundesrepublik Deutschland mit der Gründung des Amtes Blank im Jahr 1950 eine Politik der Wiederbewaffnung begann, kam es zwischen Gayk und Wendel zum Konflikt. Karl Rickers, langjähriger Chefredakteur der Schleswig-Holsteinischen Volkszeitung, schreibt in seinen Memoiren:

„Wendel nämlich war strenger Pazifist und brachte das in seine Tätigkeit für die Conventry-Gesellschaft ein. Gayk aber war alles andere als Pazifist; das vertrug sich nicht mit seinem politischen Realismus. So mußte es zum Konflikt kommen, als die Bundesrepublik im Rahmen der Nato militarisiert wurde.“

Nachdem Gayk „zwischen sich und Wendel das Tischtuch zerrissen hatte“, verlor Wendel sein Amt als Leiter des Presseamtes und war bis zur Pensionierung im Archiv der Stadt Kiel tätig.
Friedrich Wendel war verheiratet. Das Ehepaar wohnte nahe der Friedrich-Junge-Schule in einem genossenschaftseigenen Häuserblock am Westring im Kieler Stadtteil Schreventeich.

## Veröffentlichungen

### Selbstständige
- Karl Schröder; Friedrich Wendel: Wesen und Ziele der Revolutionären Betriebs-Organisation. Vogel, Neukölln 1920.
- Der Sozialismus in der Karikatur von Marx bis Macdonald. Ein Stück Kulturgeschichte. Mit zwanzig zeitgenössischen Karikaturen. J. H. W. Dietz Nachf., Berlin 1924.
- Geschichte in Anekdoten. J. H. W. Dietz Nachf., Berlin 1924. (=Die kleine Reihe Band 11)
- Hans Baluschek. Eine Monographie. J. H. W. Dietz Nachf., Berlin 1924.
- Martin Andersen Nexö: Bornholmer Novellen. Hrsg. von Friedrich Wendel. J. H. W. Dietz Nachf., Berlin 1924. (Unveränderter Nachdruck der 1924 von Friedrich Wendel hrsg. deutschen Übertragung. Aufbau-Verlag, Berlin 1948)
- Das XIX. Jahrhundert in der Karikatur. Einbandentwurf von Hans Windisch. 1925.
- Mac Mahon, der französische Hindenburg. Verlag für Sozialwissenschaft, Berlin 1925.
- Der Bürgerspiegel. Eine Sammlung satirischer Anekdoten, Epigramme, Witze und Glossen. Eingeleitet von Friedrich Wendel. Malik Verlag, Berlin 1925 und Norbertus, Wien 1925.
- Das Schellengeläut. Kulturkritische Karikaturen. (Einbandentwurf von Arthur Wellmann) Der Bücherkreis, Berlin 1927.
- Die Kirche in der Karikatur. Eine Sammlung antiklerikaler Karikaturen, Volkslieder, Sprichwörter und Anekdoten. Verlag  „Der Freidenker“, Berlin 1927. (Zweite, überarbeitete Auflage. Mit 121 Abbildungen. 1928)
- Das Sagenbuch der Arbeit. J. H. W. Dietz Nachf., Berlin 1927.
- Der Marsch der roten Fahnen. Ein Manifest-Laienspiel. Reichsausschuss für sozialistische Bildungsarbeit, Berlin 192?.
- Die rote Fahne. Ein Entwurf ihrer Geschichte als Beitrag zur deutschen Flaggenfrage. Auerdruck, Hamburg 1927.
- Der Teufel in der Karikatur. Reichsverfassungsmäßig gestützte Beschwerde des Schriftstellers Friedrich Wendel an den Herrn Reichsjustizminister, die Herren Landesjustizminister, die geehrten Mitglieder der Hohen Häuser des Deutschen Reichstages und der diversen Landesparlamente, auch an die Hochwürden Mitglieder der Konzilien und Generalsynoden betreffend den mangelnden Schutz des Teufels vor der Verächtlichmachung und Beschimpfung durch die geschriebene und gezeichnete Satire, insonderheit die Karikatur, benebst einem Vorschlag, wie alle aus dem Paragraph 166 RStGG. sich ergebenden Kalamitäten mit einem Schlage beseitigt werden können. Verlag  „Der Freidenker“, Berlin 1928. Archive.org
- Wilhelm II. in der Karikatur. Mit 186 Abbildungen. Paul Aretz, Dresden 1928.
- Die Mode in der Karikatur. Mit etwa 400 zum Teil farbigen Tafeln und Textabbildungen . Paul Aretz, Dresden 1928.
- 50 Jahre Wahrer Jacob. Eine Festschrift des Verlages J.H.W. Dietz Nachfolger G.m.b.H. Berlin 1929. FES
- 40 Jahre Maifeier- 1890 – 1930. „Münchener Post“. J.H.W. Dietz Nachfol. Berlin 1930.
- Der Gendarm von Hildburghausen. Eine Durchleuchtung. J.H.W. Dietz Nachfol., Berlin 1932.[8]
- Hitler gegen die Lebensinteressen Deutschlands. Der beabsichtigte Krieg gegen Frankreich, Rußland und die Randstaaten.  J.H.W. Dietz Nachf., Berlin 1932.
- Arbeiter-Reise- und Wander-Führer. Ein Führer für billige Reise und Wanderung. Für den Inhalt verantwortlich.: Friedrich Wendel. J. H. W. Dietz Nachf., Berlin 1932.
- Maitag 1933. Nationalfeiertag. J. H. W. Dietz Verlag in Kommission, Berlin 1933.
- Die Frage des Friedens Herder und Kant in ihrem Verhältnis zur nationalstaatlichen Souveränität. Kiel Rathaus Gesellschaft der Freunde Coventrys, Kiel 1947. (=Die Hefte der Gesellschaft der Freunde Coventrys)
- Geschichte der Kieler Gewerkschaften. Manuskript Kiel 1950. Stadtarchiv Kiel Sign. 6765.

### Aufsätze (Auswahl)
- Unsere Stellungnahme zu den Gewerkschaften und der Allgemeinen Arbeiter-Union. In: Bericht über den Gründungsparteitag der KAPD am 4. und 5. April 1920, S. 28–35.
- Kritik der Revolution. Kurt Wolff, München 1920, S. 25 ff.
- Albrecht Dürer In: Arbeiter-Jugend, 16. Jahrg.,1924, Heft 1, S. 12–16. DigiZeitschriften
- Die Landschaft der Großstadt. In: Arbeiter-Jugend, 16. Jahrg.,1924, Heft 6, S. 160–161. DigiZeitschriften
- Arno Holz In: Arbeiter-Jugend, 16. Jahrg.,1924, Heft 11, S. 312–315. DigiZeitschriften
- Emil Zola. In: Arbeiter-Jugend. 17. Jg., 1925, S. 43–48. DigiZeitschriften
- Theodor Hosemann.  In: Arbeiter-Jugend. 18. Jg., 1926, Heft 1, S. 15–18. DigiZeitschriften
- Die tausendjährige Tradition der Maifeier. In: Der Bücherkreis 4. Jg. (1928) Heft 4, S. 74–78.